# English Football League Championship 2017-18
La English Football League Championship 2017-18, también llamada Sky Bet Championship por razones de patrocinio, fue la segunda temporada bajo el nombre de English Football League y fue la décima sexta edición de la Football League Championship desde su fundación en 2004. Un total de 24 equipos disputaron la liga, incluyendo 18 equipos de la English Football League Championship 2016-17, tres relegados de la Premier League 2016-17 y tres promovidos del Football League One 2016-17.

## Equipos participantes

### Ascensos
Brighton & Hove Albion y Newcastle United consiguieron el ascenso directo a la Premier League 2017-18. Huddersfield Town fue el tercer equipo que consiguió el ascenso tras ganar la final de los play-offs ante el Reading
Sheffield United y Bolton Wanderers aseguraron el ascenso directo a la English Football League Championship. El Millwall gana el partido por el ascenso al Bradford City en la final de los play-offs.

### Descensos
Sunderland, Middlesbrough y Hull City fueron los tres equipos que descendieron de la Premier League 2016-17.
Rotherham United, Wigan Athletic y Blackburn Rovers fueron relegados a la League One.

### Ascensos y descensos
| Pos | a Premier League       |
| --- | ---------------------- |
| 1º  | Brighton & Hove Albion |
| 2º  | Newcastle United       |
| 3°  | Huddersfield Town      |

| Pos | a EFL Championship |
| --- | ------------------ |
| 18º | Hull City          |
| 19º | Middlesbrough      |
| 20º | Sunderland         |

| Pos | a EFL Championship |
| --- | ------------------ |
| 1º  | Sheffield United   |
| 2º  | Bolton Wanderers   |
| 3º  | Millwall           |

| Pos | a League One     |
| --- | ---------------- |
| 22º | Blackburn Rovers |
| 23º | Wigan Athletic   |
| 24º | Rotherham United |

## Datos de los clubes
| Equipo                                     | Entrenador                | Capitán          | Estadio              | Firma deportiva | Patrocinador      |
| ------------------------------------------ | ------------------------- | ---------------- | -------------------- | --------------- | ----------------- |
| Aston Villa                                | Steve Bruce               | John Terry       | Villa Park           | Under Armour    | Unibet            |
| Barnsley                                   | José Morais               | Angus MacDonald  | Oakwell Stadium      | Puma            | C.K. Beckett      |
| Birmingham City                            | Garry Monk                | Michael Morrison | St Andrew's Stadium  | Adidas          | 888sport          |
| Bolton Wanderers                           | Phil Parkinson            | Darren Pratley   | Estadio Macron       | Macron          | Betfred           |
| Brentford                                  | Dean Smith                | John Egan        | Griffin Park         | Adidas          | LeoVegas          |
| Bristol City                               | Lee Johnson               | Bailey Wright    | Ashton Gate Stadium  | Bristol Sport   | Lancer Scott      |
| Burton Albion                              | Nigel Clough              | John Mousinho    | Pirelli Stadium      | TAG             | Tempobet          |
| Cardiff City                               | Neil Warnock              | Sean Morrison    | Cardiff City Stadium | Adidas          | Visit Malaysia    |
| Derby County                               | Gary Rowett               | Richard Keogh    | Pride Park Stadium   | Umbro           | Avon Tyres        |
| Fulham                                     | Slaviša Jokanović         | Tom Cairney      | Craven Cottage       | Adidas          | Grosvenor Casinos |
| Hull City                                  | Nigel Adkins              | Michael Dawson   | KC Stadium           | Umbro           | SportPesa         |
| Ipswich Town                               | Bryan Klug Interino       | Luke Chambers    | Portman Road         | Adidas          | Marcus Evans      |
| Leeds United                               | Paul Heckingbottom        | Liam Cooper      | Elland Road          | Kappa           | 32 RED            |
| Middlesbrough                              | Tony Pulis                | Grant Leadbitter | Riverside Stadium    | Adidas          | Ramsdens Currency |
| Millwall                                   | Neil Harris               | Steve Morison    | The Den              | Erreà           | DCS Roofing       |
| Norwich City                               | Daniel Farke              | Ivo Pinto        | Carrow Road          | Erreà           | LeoVegas          |
| Nottingham Forest                          | Aitor Karanka             | Chris Cohen      | City Ground          | Adidas          | 888sport          |
| Preston North End                          | Alex Neil                 | Greg Cunningham  | Deepdale             | Nike            | Tempobet          |
| Queens Park Rangers                        | Ian Holloway              | Nedum Onuoha     | Loftus Road          | Erreà           | Royal Panda       |
| Reading                                    | Paul Clement              | Paul McShane     | Madejski Stadium     | Puma            | Carabao           |
| Sheffield United                           | Chris Wilder              | Billy Sharp      | Bramall Lane         | Adidas          | Teletext Holidays |
| Sheffield Wednesday                        | Jos Luhukay               | Glenn Loovens    | Estadio Hillsborough | Elev8           | Chansiri          |
| Sunderland                                 | Robbie Stockdale Interino | Lee Cattermole   | Stadium of Light     | Adidas          | Dafabet           |
| Wolverhampton                              | Nuno Espírito Santo       | Danny Batth      | Molineux Stadium     | Puma            | The Money Shop    |
| Datos actualizados al 29 de abril de 2018. |                           |                  |                      |                 |                   |

## Cambios de entrenadores
| Equipo              | Entrenador (Jornadas)        | Fecha de vacante         | Tipo de despido             | Posición en la tabla | Entrenador entrante            | Fecha de nombramiento    |
| ------------------- | ---------------------------- | ------------------------ | --------------------------- | -------------------- | ------------------------------ | ------------------------ |
| Norwich City        | Alan Irvine (Pretemporada)   | 7 de mayo de 2017        | Fin como mánager interino   | Pretemporada         | Daniel Farke                   | 25 de mayo de 2017       |
| Middlesbrough       | Steve Agnew (Pretemporada)   | 21 de mayo de 2017       | Fin como mánager interino   | Pretemporada         | Garry Monk                     | 9 de junio de 2017       |
| Sunderland          | David Moyes (Pretemporada)   | 22 de mayo de 2017       | Rescisión del contrato      | Pretemporada         | Simon Grayson                  | 29 de junio de 2017      |
| Leeds United        | Garry Monk (Pretemporada)    | 25 de mayo de 2017       | Rescisión del contrato      | Pretemporada         | Thomas Christiansen            | 15 de junio de 2017      |
| Hull City           | Marco Silva (Pretemporada)   | 25 de mayo de 2017       | Rescisión del contrato      | Pretemporada         | Leonid Slutski                 | 9 de junio de 2017       |
| Wolverhampton       | Paul Lambert (Pretemporada)  | 30 de mayo de 2017       | Mutuo acuerdo               | Pretemporada         | Nuno Espírito Santo            | 31 de mayo de 2017       |
| Preston North End   | Simon Grayson (Pretemporada) | 29 de junio de 2017      | Firmado por el Sunderland   | Pretemporada         | Alex Neil                      | 4 de julio de 2017       |
| Birmingham City     | Harry Redknapp (1 - 8)       | 16 de septiembre de 2017 | Despedido                   | 23.º                 | Steve Cotterill (11 - ...)     | 29 de septiembre de 2017 |
| Sunderland          | Simon Grayson (1 - 11)       | 31 de octubre de 2017    | Despedido                   | 22.º                 | Chris Coleman (17 - ...)       | 17 de noviembre de 2017  |
| Hull City           | Leonid Slutsky (1 - 20)      | 3 de diciembre de 2017   | Mutuo acuerdo               | 20.º                 | Nigel Adkins (21 - ...)        | 7 de diciembre de 2017   |
| Middlesbrough       | Garry Monk (1 - 23)          | 23 de diciembre de 2017  | Despedido                   | 9°                   | Tony Pulis (24 - ...)          | 26 de diciembre de 2017  |
| Sheffield Wednesday | Carlos Carvalhal (1 - 23)    | 24 de diciembre de 2017  | Mutuo acuerdo               | 15°                  | Jos Luhukay (27 - ...)         | 5 de enero de 2018       |
| Nottingham Forest   | Mark Warburton (1 - 25)      | 31 de diciembre de 2017  | Despedido                   | 14°                  | Aitor Karanka (27 - ...)       | 8 de enero de 2018       |
| Leeds United        | Thomas Christiansen (1 - 30) | 4 de febrero de 2018     | Despedido                   | 10°                  | Paul Heckingbottom (31 - ...)  | 6 de febrero de 2018     |
| Barnsley            | Paul Heckingbottom (1 - 30)  | 6 de febrero de 2018     | Firmado por el Leeds United | 21°                  | José Morais (32 - ...)         | 16 de febrero de 2018    |
| Birmingham City     | Steve Cotterill (11 - 35)    | 3 de marzo de 2018       | Despedido                   | 22°                  | Garry Monk (36 - ...)          | 4 de marzo de 2018       |
| Reading             | Jaap Stam (1 - 38)           | 21 de marzo de 2018      | Despedido                   | 18°                  | Paul Clement (39 - ...)        | 23 de marzo de 2018      |
| Ipswich Town        | Mick McCarthy (1 - 42)       | 10 de abril de 2018      | Rescisión del contrato      | 12°                  | Bryan Klug Interino (43 - ...) | 10 de abril de 2018      |
| Sunderland          | Chris Coleman (17 - 45)      | 29 de abril de 2018      | Despedido                   | 24°                  | Robbie Stockdale Interino (46) | 29 de abril de 2018      |

## Clasificación
Los dos primeros equipos de la clasificación ascienden directamente a la Premier League 2018-19, los clubes ubicados del tercer al sexto puesto disputan un play-off para determinar un tercer ascenso.
|                                                 | Pos | Equipo                | Pts | PJ | PG | PE | PP | GF | GC | Dif | Notas                                   |
| ----------------------------------------------- | --- | --------------------- | --- | -- | -- | -- | -- | -- | -- | --- | --------------------------------------- |
|                                                 | 1.  | Wolverhampton (C) (A) | 99  | 46 | 30 | 9  | 7  | 82 | 39 | 43  | Ascenso a la Premier League             |
|                                                 | 2.  | Cardiff City (A)      | 90  | 46 | 27 | 9  | 10 | 69 | 39 | 30  | Ascenso a la Premier League             |
|                                                 | 3.  | Fulham (A)            | 88  | 46 | 25 | 13 | 8  | 79 | 46 | 33  | Playoffs de ascenso a la Premier League |
|                                                 | 4.  | Aston Villa           | 83  | 46 | 24 | 11 | 11 | 72 | 42 | 30  | Playoffs de ascenso a la Premier League |
|                                                 | 5.  | Middlesbrough         | 76  | 46 | 22 | 10 | 14 | 67 | 45 | 22  | Playoffs de ascenso a la Premier League |
|                                                 | 6.  | Derby County          | 75  | 46 | 20 | 15 | 11 | 70 | 48 | 22  | Playoffs de ascenso a la Premier League |
|                                                 | 7.  | Preston North End     | 73  | 46 | 19 | 16 | 11 | 57 | 46 | 11  |                                         |
|                                                 | 8.  | Millwall              | 72  | 46 | 19 | 15 | 12 | 56 | 45 | 11  |                                         |
|                                                 | 9.  | Brentford             | 69  | 46 | 18 | 15 | 13 | 62 | 52 | 10  |                                         |
|                                                 | 10. | Sheffield United      | 69  | 46 | 20 | 9  | 17 | 62 | 55 | 7   |                                         |
|                                                 | 11. | Bristol City          | 67  | 46 | 17 | 16 | 13 | 67 | 58 | 9   |                                         |
|                                                 | 12. | Ipswich Town          | 60  | 46 | 17 | 9  | 20 | 57 | 60 | -3  |                                         |
|                                                 | 13. | Leeds United          | 60  | 46 | 17 | 9  | 20 | 59 | 64 | -5  |                                         |
|                                                 | 14. | Norwich City          | 60  | 46 | 15 | 15 | 16 | 49 | 60 | -11 |                                         |
|                                                 | 15. | Sheffield Wednesday   | 57  | 46 | 14 | 15 | 17 | 59 | 60 | -1  |                                         |
|                                                 | 16. | Queens Park Rangers   | 56  | 46 | 15 | 11 | 20 | 58 | 70 | -12 |                                         |
|                                                 | 17. | Nottingham Forest     | 53  | 46 | 15 | 8  | 23 | 51 | 65 | -14 |                                         |
|                                                 | 18. | Hull City             | 49  | 46 | 11 | 16 | 19 | 70 | 70 | 0   |                                         |
|                                                 | 19. | Birmingham City       | 46  | 46 | 13 | 7  | 26 | 38 | 68 | -30 |                                         |
|                                                 | 20. | Reading               | 44  | 46 | 10 | 14 | 22 | 48 | 70 | -22 |                                         |
|                                                 | 21. | Bolton Wanderers      | 43  | 46 | 10 | 13 | 23 | 39 | 74 | -35 |                                         |
| Archivo:English football league logo detail.png | 22. | Barnsley (D)          | 41  | 46 | 9  | 14 | 23 | 48 | 72 | -24 | Descenso de categoría                   |
| Archivo:English football league logo detail.png | 23. | Burton Albion (D)     | 41  | 46 | 10 | 11 | 25 | 38 | 81 | -43 | Descenso de categoría                   |
| Archivo:English football league logo detail.png | 24. | Sunderland (D)        | 37  | 46 | 7  | 16 | 23 | 52 | 80 | -28 | Descenso de categoría                   |

(C) Campeón (A) Ascendido (D) Descendido

### Evolución de las posiciones
| Equipo / Jornada    | 1  | 2  | 3  | 4  | 5  | 6  | 7  | 8  | 9  | 10 | 11 | 12 | 13 | 14 | 15 | 16 | 17 | 18 | 19 | 20 | 21 | 22 | 23 | 24 | 25 | 26 | 27 | 28 | 29 | 30 | 31 | 32 | 33 | 34 | 35 | 36 | 37 | 38 | 39 | 40 | 41 | 42 | 43 | 44 | 45 | 46 |
| Equipo / Jornada    |    |    |    |    |    |    |    |    |    |    |    |    |    |    |    |    |    |    |    |    |    |    |    |    |    |    |    |    |    |    |    |    |    |    |    |    |    |    |    |    |    |    |    |    |    |    |
| ------------------- | -- | -- | -- | -- | -- | -- | -- | -- | -- | -- | -- | -- | -- | -- | -- | -- | -- | -- | -- | -- | -- | -- | -- | -- | -- | -- | -- | -- | -- | -- | -- | -- | -- | -- | -- | -- | -- | -- | -- | -- | -- | -- | -- | -- | -- | -- |
| Wolverhampton       | 6  | 2  | 2  | 3  | 4  | 3  | 4  | 2  | 2  | 4  | 2  | 1  | 1  | 2  | 1  | 1  | 1  | 1  | 1  | 1  | 1  | 1  | 1  | 1  | 1  | 1  | 1  | 1  | 1  | 1  | 1  | 1  | 1  | 1  | 1  | 1  | 1  | 1  | 1  | 1  | 1  | 1  | 1  | 1  | 1  | 1  |
| Cardiff City        | 7  | 1  | 1  | 1  | 1  | 1  | 2  | 3  | 3  | 1  | 1  | 2  | 2  | 3  | 2  | 3  | 3  | 2  | 2  | 2  | 2  | 2  | 2  | 3  | 4  | 3  | 3  | 3  | 3  | 3  | 4  | 2  | 2  | 2  | 2  | 2  | 2  | 2  | 2  | 2  | 2  | 3  | 2  | 2  | 2  | 2  |
| Fulham              | 13 | 14 | 16 | 19 | 14 | 13 | 13 | 15 | 15 | 11 | 10 | 10 | 11 | 13 | 16 | 17 | 17 | 14 | 12 | 15 | 12 | 12 | 11 | 11 | 12 | 10 | 8  | 7  | 6  | 5  | 5  | 5  | 5  | 5  | 4  | 4  | 4  | 3  | 3  | 3  | 3  | 2  | 3  | 3  | 3  | 3  |
| Aston Villa         | 12 | 21 | 23 | 16 | 18 | 18 | 18 | 14 | 9  | 8  | 7  | 7  | 5  | 6  | 5  | 6  | 5  | 4  | 4  | 5  | 5  | 5  | 6  | 8  | 7  | 5  | 4  | 4  | 4  | 4  | 2  | 3  | 3  | 3  | 3  | 3  | 3  | 4  | 4  | 4  | 4  | 4  | 4  | 4  | 4  | 4  |
| Middlesbrough       | 18 | 13 | 4  | 9  | 9  | 6  | 9  | 7  | 7  | 9  | 11 | 11 | 13 | 12 | 8  | 5  | 7  | 7  | 7  | 9  | 8  | 10 | 9  | 7  | 9  | 8  | 9  | 8  | 8  | 9  | 9  | 9  | 8  | 8  | 8  | 6  | 6  | 6  | 6  | 6  | 6  | 7  | 6  | 5  | 5  | 5  |
| Derby County        | 10 | 19 | 15 | 8  | 12 | 7  | 10 | 12 | 11 | 13 | 14 | 12 | 9  | 7  | 6  | 7  | 6  | 6  | 6  | 6  | 4  | 4  | 3  | 4  | 2  | 2  | 2  | 2  | 2  | 2  | 3  | 4  | 4  | 4  | 5  | 5  | 5  | 5  | 5  | 5  | 5  | 5  | 5  | 6  | 6  | 6  |
| Preston North End   | 5  | 9  | 13 | 7  | 7  | 11 | 6  | 5  | 5  | 5  | 6  | 5  | 8  | 10 | 11 | 14 | 14 | 12 | 13 | 10 | 10 | 9  | 8  | 9  | 8  | 9  | 10 | 11 | 9  | 7  | 7  | 8  | 9  | 9  | 9  | 9  | 9  | 8  | 10 | 10 | 11 | 11 | 8  | 9  | 7  | 7  |
| Millwall            | 19 | 16 | 22 | 23 | 17 | 19 | 19 | 16 | 16 | 12 | 15 | 17 | 15 | 15 | 17 | 19 | 19 | 19 | 19 | 17 | 17 | 17 | 17 | 16 | 15 | 15 | 16 | 15 | 14 | 14 | 14 | 14 | 13 | 12 | 11 | 11 | 10 | 10 | 8  | 8  | 7  | 6  | 7  | 7  | 8  | 8  |
| Brentford           | 21 | 22 | 21 | 24 | 23 | 23 | 23 | 22 | 21 | 21 | 20 | 20 | 18 | 18 | 15 | 12 | 13 | 13 | 14 | 11 | 13 | 13 | 12 | 12 | 10 | 11 | 11 | 9  | 11 | 11 | 10 | 10 | 10 | 10 | 10 | 10 | 11 | 11 | 11 | 11 | 10 | 10 | 10 | 8  | 9  | 9  |
| Sheffield United    | 4  | 12 | 18 | 10 | 5  | 5  | 3  | 6  | 4  | 2  | 3  | 3  | 3  | 1  | 3  | 2  | 2  | 3  | 3  | 4  | 6  | 6  | 7  | 6  | 6  | 7  | 6  | 6  | 7  | 8  | 8  | 7  | 6  | 6  | 6  | 7  | 7  | 9  | 9  | 9  | 9  | 9  | 9  | 11 | 11 | 10 |
| Bristol City        | 1  | 10 | 9  | 11 | 13 | 9  | 12 | 8  | 8  | 7  | 4  | 4  | 7  | 4  | 4  | 4  | 4  | 5  | 5  | 3  | 3  | 3  | 4  | 2  | 3  | 4  | 5  | 5  | 5  | 6  | 6  | 6  | 7  | 7  | 7  | 8  | 8  | 7  | 7  | 7  | 8  | 8  | 11 | 10 | 10 | 11 |
| Ipswich Town        | 8  | 4  | 3  | 2  | 2  | 4  | 5  | 4  | 6  | 6  | 8  | 8  | 10 | 8  | 9  | 8  | 9  | 8  | 9  | 7  | 9  | 8  | 10 | 10 | 11 | 12 | 12 | 12 | 12 | 12 | 12 | 12 | 14 | 13 | 13 | 12 | 12 | 12 | 13 | 12 | 14 | 12 | 12 | 14 | 13 | 12 |
| Leeds United        | 3  | 8  | 7  | 5  | 3  | 2  | 1  | 1  | 1  | 3  | 5  | 6  | 4  | 5  | 7  | 10 | 8  | 10 | 8  | 8  | 7  | 7  | 5  | 5  | 5  | 6  | 7  | 10 | 10 | 10 | 11 | 11 | 11 | 11 | 12 | 13 | 13 | 14 | 12 | 13 | 13 | 14 | 14 | 12 | 14 | 13 |
| Norwich City        | 14 | 18 | 10 | 17 | 22 | 17 | 16 | 13 | 14 | 10 | 9  | 9  | 6  | 9  | 10 | 13 | 12 | 15 | 15 | 16 | 16 | 16 | 16 | 15 | 13 | 13 | 13 | 13 | 13 | 13 | 13 | 13 | 12 | 14 | 14 | 14 | 14 | 13 | 14 | 14 | 12 | 13 | 13 | 13 | 12 | 14 |
| Sheffield Wednesday | 20 | 17 | 20 | 13 | 16 | 10 | 7  | 9  | 10 | 15 | 12 | 13 | 16 | 16 | 14 | 11 | 10 | 11 | 11 | 12 | 15 | 15 | 15 | 14 | 16 | 16 | 17 | 17 | 16 | 17 | 17 | 16 | 16 | 17 | 17 | 17 | 18 | 17 | 17 | 16 | 16 | 17 | 17 | 15 | 16 | 15 |
| Queens Park Rangers | 2  | 7  | 11 | 6  | 10 | 8  | 11 | 11 | 12 | 14 | 16 | 15 | 17 | 14 | 12 | 15 | 16 | 18 | 17 | 18 | 19 | 18 | 18 | 18 | 18 | 17 | 14 | 16 | 17 | 15 | 15 | 15 | 15 | 16 | 16 | 16 | 15 | 15 | 15 | 15 | 15 | 15 | 15 | 16 | 15 | 16 |
| Nottingham Forest   | 9  | 3  | 5  | 4  | 6  | 12 | 8  | 10 | 13 | 16 | 13 | 14 | 12 | 11 | 13 | 9  | 11 | 9  | 10 | 13 | 11 | 11 | 13 | 13 | 14 | 14 | 15 | 14 | 15 | 16 | 16 | 17 | 17 | 15 | 15 | 15 | 16 | 16 | 16 | 17 | 17 | 18 | 16 | 17 | 17 | 17 |
| Hull City           | 15 | 5  | 8  | 14 | 8  | 14 | 17 | 18 | 18 | 18 | 17 | 16 | 14 | 17 | 19 | 20 | 20 | 20 | 20 | 20 | 18 | 19 | 19 | 19 | 19 | 21 | 20 | 21 | 21 | 22 | 21 | 19 | 20 | 20 | 18 | 18 | 17 | 18 | 18 | 18 | 18 | 16 | 18 | 18 | 18 | 18 |
| Birmingham City     | 17 | 11 | 12 | 15 | 20 | 21 | 22 | 23 | 23 | 22 | 22 | 21 | 21 | 21 | 21 | 22 | 21 | 21 | 21 | 22 | 22 | 24 | 24 | 24 | 24 | 23 | 23 | 23 | 20 | 19 | 20 | 20 | 21 | 22 | 22 | 22 | 22 | 22 | 21 | 21 | 20 | 20 | 21 | 20 | 20 | 19 |
| Reading             | 24 | 20 | 14 | 18 | 11 | 16 | 15 | 17 | 17 | 17 | 19 | 19 | 20 | 20 | 20 | 18 | 18 | 18 | 16 | 14 | 14 | 14 | 14 | 17 | 17 | 18 | 18 | 18 | 18 | 18 | 18 | 18 | 18 | 18 | 19 | 19 | 19 | 20 | 19 | 19 | 19 | 19 | 19 | 19 | 19 | 20 |
| Bolton Wanderers    | 16 | 15 | 19 | 22 | 24 | 24 | 24 | 24 | 24 | 24 | 24 | 24 | 24 | 24 | 24 | 23 | 23 | 23 | 24 | 21 | 21 | 23 | 23 | 23 | 22 | 20 | 21 | 20 | 22 | 20 | 19 | 21 | 19 | 19 | 20 | 20 | 20 | 19 | 20 | 20 | 21 | 21 | 20 | 21 | 23 | 21 |
| Barnsley            | 23 | 23 | 17 | 20 | 15 | 15 | 14 | 19 | 20 | 19 | 18 | 18 | 19 | 19 | 18 | 16 | 15 | 16 | 18 | 19 | 20 | 20 | 20 | 20 | 20 | 19 | 19 | 19 | 19 | 21 | 22 | 22 | 22 | 21 | 21 | 21 | 21 | 21 | 22 | 22 | 22 | 22 | 22 | 22 | 21 | 22 |
| Burton Albion       | 22 | 24 | 24 | 21 | 21 | 22 | 21 | 20 | 19 | 20 | 21 | 22 | 22 | 22 | 23 | 21 | 22 | 22 | 23 | 24 | 24 | 22 | 21 | 21 | 23 | 22 | 22 | 24 | 24 | 24 | 24 | 24 | 23 | 23 | 23 | 23 | 23 | 23 | 24 | 24 | 24 | 24 | 23 | 23 | 22 | 23 |
| Sunderland          | 11 | 6  | 6  | 12 | 19 | 20 | 20 | 21 | 22 | 23 | 23 | 23 | 23 | 23 | 22 | 24 | 24 | 24 | 22 | 23 | 23 | 21 | 22 | 22 | 21 | 24 | 24 | 22 | 23 | 23 | 23 | 23 | 24 | 24 | 24 | 24 | 24 | 24 | 23 | 23 | 23 | 23 | 24 | 24 | 24 | 24 |

|  |

## Resultados
- Los horarios corresponden al huso horario del Reino Unido (Hora de Europa Occidental): UTC+0 en horario estándar y UTC+1 en horario de verano

### Primera vuelta
| Sunderland          | 1 - 1 | Derby County        | Stadium of Light    | 4 de agosto | 20:45 |
| Nottingham Forest   | 1 - 0 | Millwall            | City Ground         | 4 de agosto | 20:45 |
| Wolverhampton       | 1 - 0 | Middlesbrough       | Molineux Stadium    | 5 de agosto | 16:00 |
| Sheffield United    | 1 - 0 | Brentford           | Bramall Lane        | 5 de agosto | 16:00 |
| Queens Park Rangers | 2 - 0 | Reading             | Loftus Road         | 5 de agosto | 16:00 |
| Preston North End   | 1 - 0 | Sheffield Wednesday | Deepdale            | 5 de agosto | 16:00 |
| Ipswich Town        | 1 - 0 | Birmingham City     | Portman Road        | 5 de agosto | 16:00 |
| Fulham              | 1 - 1 | Norwich City        | Craven Cottage      | 5 de agosto | 16:00 |
| Burton Albion       | 0 - 1 | Cardiff City        | Pirelli Stadium     | 5 de agosto | 16:00 |
| Bristol City        | 3 - 1 | Barnsley            | Ashton Gate Stadium | 5 de agosto | 16:00 |
| Aston Villa         | 1 - 1 | Hull City           | Villa Park          | 5 de agosto | 18:30 |
| Bolton Wanderers    | 2 - 3 | Leeds United        | Estadio Macron      | 6 de agosto | 17:30 |

| Barnsley            | 1 - 2 | Ipswich Town        | Oakwell Stadium      | 12 de agosto | 16:00 |
| Reading             | 1 - 1 | Fulham              | Madejski Stadium     | 12 de agosto | 16:00 |
| Millwall            | 1 - 1 | Bolton Wanderers    | The Den              | 12 de agosto | 16:00 |
| Leeds United        | 0 - 0 | Preston North End   | Elland Road          | 12 de agosto | 16:00 |
| Hull City           | 4 - 1 | Burton Albion       | KC Stadium           | 12 de agosto | 16:00 |
| Derby County        | 0 - 2 | Wolverhampton       | Pride Park Stadium   | 12 de agosto | 16:00 |
| Cardiff City        | 3 - 0 | Aston Villa         | Cardiff City Stadium | 12 de agosto | 16:00 |
| Brentford           | 3 - 4 | Nottingham Forest   | Griffin Park         | 12 de agosto | 16:00 |
| Birmingham City     | 2 - 1 | Bristol City        | St Andrew's Stadium  | 12 de agosto | 16:00 |
| Sheffield Wednesday | 1 - 1 | Queens Park Rangers | Estadio Hillsborough | 12 de agosto | 16:00 |
| Middlesbrough       | 1 - 0 | Sheffield United    | Riverside Stadium    | 12 de agosto | 18:30 |
| Norwich City        | 1 - 3 | Sunderland          | Carrow Road          | 13 de agosto | 14:30 |

| Brentford           | 3 - 4 | Ipswich Town        | Griffin Park         | 15 de agosto | 20:45 |
| Barnsley            | 2 - 1 | Nottingham Forest   | Oakwell Stadium      | 15 de agosto | 20:45 |
| Cardiff City        | 2 - 0 | Sheffield United    | Cardiff City Stadium | 15 de agosto | 20:45 |
| Leeds United        | 0 - 0 | Fulham              | Elland Road          | 15 de agosto | 20:45 |
| Birmingham City     | 0 - 0 | Bolton Wanderers    | St Andrew's Stadium  | 15 de agosto | 20:45 |
| Derby County        | 1 - 0 | Preston North End   | Pride Park Stadium   | 15 de agosto | 20:45 |
| Middlesbrough       | 2 - 0 | Burton              | Riverside Stadium    | 15 de agosto | 20:45 |
| Brentford           | 2 - 2 | Bristol City        | Griffin Park         | 15 de agosto | 20:45 |
| Hull City           | 2 - 3 | Wolverhampton       | KC Stadium           | 15 de agosto | 20:45 |
| Reading             | 2 - 1 | Aston Villa         | Madejski Stadium     | 15 de agosto | 21:00 |
| Norwich City        | 2 - 0 | Queens Park Rangers | Carrow Road          | 16 de agosto | 20:45 |
| Sheffield Wednesday | 1 - 1 | Sunderland          | Estadio Hillsborough | 16 de agosto | 20:45 |

| Burton Albion       | 2 - 1 | Birmingham City     | Pirelli Stadium     | 18 de agosto | 20:45 |
| Sheffield United    | 1 - 0 | Barnsley            | Bramall Lane        | 19 de agosto | 13:15 |
| Nottingham Forest   | 2 - 1 | Middlesbrough       | City Ground         | 19 de agosto | 16:00 |
| Aston Villa         | 4 - 2 | Norwich City        | Carrow Road         | 19 de agosto | 16:00 |
| Fulham              | 0 - 1 | Sheffield Wednesday | Craven Cottage      | 19 de agosto | 16:00 |
| Preston North End   | 1 - 0 | Reading             | Deepdale            | 19 de agosto | 16:00 |
| Wolverhampton       | 1 - 2 | Cardiff City        | Molineux Stadium    | 19 de agosto | 16:00 |
| Bolton Wanderers    | 1 - 2 | Derby County        | Estadio Macron      | 19 de agosto | 16:00 |
| Ipswich Town        | 2 - 0 | Brentford           | Portman Road        | 19 de agosto | 16:00 |
| Queens Park Rangers | 2 - 1 | Hull City           | Loftus Road         | 19 de agosto | 16:00 |
| Bristol City        | 0 - 0 | Millwall            | Ashton Gate Stadium | 19 de agosto | 16:00 |
| Sunderland          | 0 - 2 | Leeds United        | Stadium of Light    | 19 de agosto | 18:30 |

| Bristol City      | 1 - 1 | Aston Villa         | Ashton Gate Stadium  | 25 de agosto | 20:45 |
| Hull City         | 4 - 0 | Bolton Wanderers    | KC Stadium           | 25 de agosto | 20:45 |
| Brentford         | 0 - 0 | Wolverhampton       | Griffin Park         | 26 de agosto | 16:00 |
| Cardiff City      | 2 - 1 | Queens Park Rangers | Cardiff City Stadium | 26 de agosto | 16:00 |
| Middlesbrough     | 0 - 0 | Preston North End   | Riverside Stadium    | 26 de agosto | 16:00 |
| Sheffield United  | 3 - 1 | Derby County        | Bramall Lane         | 26 de agosto | 16:00 |
| Barnsley          | 3 - 0 | Sunderland          | Oakwell Stadium      | 26 de agosto | 16:00 |
| Millwall          | 4 - 0 | Norwich City        | The Den              | 26 de agosto | 16:00 |
| Birmingham City   | 0 - 2 | Reading             | St Andrew's Stadium  | 26 de agosto | 16:00 |
| Burton Albion     | 1 - 1 | Sheffield Wednesday | Pirelli Stadium      | 26 de agosto | 16:00 |
| Ipswich Town      | 0 - 2 | Fulham              | Portman Road         | 26 de agosto | 16:00 |
| Nottingham Forest | 0 - 2 | Leeds United        | City Ground          | 26 de agosto | 18:30 |

| Derby County        | 5 - 0 | Hull City         | Pride Park Stadium   | 8 de septiembre | 20:45 |
| Aston Villa         | 0 - 0 | Brentford         | Villa Park           | 9 de septiembre | 16:00 |
| Fulham              | 1 - 1 | Cardiff City      | Craven Cottage       | 9 de septiembre | 16:00 |
| Preston North End   | 1 - 1 | Barnsley          | Deepdale             | 9 de septiembre | 16:00 |
| Bolton Wanderers    | 0 - 3 | Middlesbrough     | Estadio Macron       | 9 de septiembre | 16:00 |
| Leeds United        | 5 - 0 | Burton Albion     | Elland Road          | 9 de septiembre | 16:00 |
| Queens Park Rangers | 2 - 1 | Ipswich Town      | Loftus Road          | 9 de septiembre | 16:00 |
| Sunderland          | 1 - 2 | Sheffield United  | Stadium of Light     | 9 de septiembre | 16:00 |
| Norwich City        | 1 - 0 | Birmingham City   | Carrow Road          | 9 de septiembre | 16:00 |
| Reading             | 0 - 1 | Bristol City      | Madejski Stadium     | 9 de septiembre | 16:00 |
| Wolverhampton       | 1 - 0 | Millwall          | Molineux Stadium     | 9 de septiembre | 16:00 |
| Sheffield Wednesday | 3 - 1 | Nottingham Forest | Estadio Hillsborough | 9 de septiembre | 18:30 |

| Aston Villa         | 0 - 0 | Middlesbrough     | Villa Park           | 12 de septiembre | 20:45 |
| Leeds United        | 2 - 0 | Birmingham City   | Elland Road          | 12 de septiembre | 20:45 |
| Queens Park Rangers | 2 - 2 | Millwall          | Loftus Road          | 12 de septiembre | 20:45 |
| Wolverhampton       | 3 - 3 | Bristol City      | Molineux Stadium     | 12 de septiembre | 20:45 |
| Norwich City        | 0 - 0 | Burton Albion     | Carrow Road          | 12 de septiembre | 20:45 |
| Sheffield Wednesday | 2 - 1 | Brentford         | Estadio Hillsborough | 12 de septiembre | 20:45 |
| Preston North End   | 3 - 0 | Cardiff City      | Deepdale             | 12 de septiembre | 20:45 |
| Sunderland          | 0 - 1 | Nottingham Forest | Stadium of Light     | 12 de septiembre | 20:45 |
| Bolton Wanderers    | 0 - 1 | Sheffield United  | Estadio Macron       | 12 de septiembre | 21:00 |
| Fulham              | 2 - 1 | Hull City         | Craven Cottage       | 13 de septiembre | 20:45 |
| Derby County        | 0 - 1 | Ipswich Town      | Pride Park Stadium   | 28 de noviembre  | 20:45 |
| Reading             | 3 - 0 | Barnsley          | Madejski Stadium     | 28 de noviembre  | 21:00 |

| Bristol City      | 4 - 1 | Derby County        | Ashton Gate Stadium  | 16 de septiembre | 16:00 |
| Hull City         | 1 - 1 | Sunderland          | KC Stadium           | 16 de septiembre | 16:00 |
| Millwall          | 1 - 0 | Leeds United        | The Den              | 16 de septiembre | 16:00 |
| Birmingham City   | 1 - 3 | Preston North End   | St Andrew's Stadium  | 16 de septiembre | 16:00 |
| Burton Albion     | 2 - 1 | Fulham              | Pirelli Stadium      | 16 de septiembre | 16:00 |
| Ipswich Town      | 2 - 0 | Bolton Wanderers    | Portman Road         | 16 de septiembre | 16:00 |
| Nottingham Forest | 1 - 2 | Wolverhampton       | City Ground          | 16 de septiembre | 16:00 |
| Brentford         | 1 - 1 | Reading             | Griffin Park         | 16 de septiembre | 16:00 |
| Cardiff City      | 1 - 1 | Sheffield Wednesday | Cardiff City Stadium | 16 de septiembre | 16:00 |
| Middlesbrough     | 3 - 2 | Queens Park Ranger  | Riverside Stadium    | 16 de septiembre | 16:00 |
| Sheffield United  | 0 - 1 | Norwich City        | Bramall Lane         | 16 de septiembre | 16:00 |
| Barnsley          | 0 - 3 | Aston Villa         | Oakwell Stadium      | 16 de septiembre | 18:30 |

| Sunderland          | 1 - 2 | Cardiff City      | Stadium of Light     | 23 de septiembre | 16:30 |
| Derby County        | 1 - 1 | Birmingham City   | Pride Park Stadium   | 23 de septiembre | 16:30 |
| Norwich City        | 0 - 0 | Bristol City      | Carrow Road          | 23 de septiembre | 16:30 |
| Reading             | 1 - 1 | Hull CIty         | Madejski Stadium     | 23 de septiembre | 16:30 |
| Wolverhampton       | 2 - 1 | Barsley           | Molineux Stadium     | 23 de septiembre | 16:30 |
| Fulham              | 1 - 1 | Middlesbrough     | Craven Cottage       | 23 de septiembre | 16:30 |
| Preston North End   | 0 - 0 | Millwall          | Deepdale             | 23 de septiembre | 16:30 |
| Bolton Wanderers    | 0 - 3 | Brentford         | Estadio Macron       | 23 de septiembre | 16:30 |
| Leeds United        | 3 - 2 | Ipswich Town      | Elland Road          | 23 de septiembre | 16:30 |
| Queens Park Rangers | 0 - 0 | Burton Albion     | Loftus Road          | 23 de septiembre | 16:30 |
| Aston Villa         | 2 - 1 | Nottingham Forest | Villa Park           | 23 de septiembre | 18:30 |
| Sheffield Wednesday | 2 - 4 | Sheffield United  | Estadio Hillsborough | 24 de septiembre | 14:15 |

| Barnsley          | 1 - 1 | Queens Park Rangers | Oakwell Stadium      | 26 de septiembre | : |
| Brentford         | 1 - 1 | Derby County        | Griffin Park         | 26 de septiembre | : |
| Bristol City      | 2 - 0 | Bolton Wanderers    | Ashton Gate Stadium  | 26 de septiembre | : |
| Burton Albion     | 0 - 4 | Aston Villa         | Pirelli Stadium      | 26 de septiembre | : |
| Cardiff City      | 3 - 1 | Leeds United        | Cardiff City Stadium | 26 de septiembre | : |
| Hull City         | 1 - 2 | Preston North End   | KC Stadium           | 26 de septiembre | : |
| Ipswich Town      | 5 - 2 | Sunderland          | Portman Road         | 26 de septiembre | : |
| Middlesbrough     | 0 - 1 | Norwich City        | Riverside Stadium    | 26 de septiembre | : |
| Millwall          | 2 - 1 | Reading             | The Den              | 26 de septiembre | : |
| Nottingham Forest | 1 - 3 | Fulham              | City Ground          | 26 de septiembre | : |
| Birmingham City   | 1 - 0 | Sheffield Wednesday | St Andrew's Stadium  | 27 de septiembre | : |
| Sheffield United  | 2 - 0 | Wolverhampton       | Bramall Lane         | 27 de septiembre |   |

| Queens Park Rangers | 1 - 2 | Fulham           | Loftus Road          | 29 de septiembre | : |
| Aston Villa         | 1 - 0 | Bolton Wanderers | Villa Park           | 30 de septiembre | : |
| Burton Albion       | 0 - 4 | Wolverhampton    | Pirelli Stadium      | 30 de septiembre | : |
| Cardiff City        | 0 - 0 | Derby County     | Cardiff City Stadium | 30 de septiembre | : |
| Hull City           | 6 - 1 | Birmingham City  | KC Stadium           | 30 de septiembre | : |
| Ipswich Town        | 1 - 3 | Bristol City     | Portman Road         | 30 de septiembre | : |
| Middlesbrough       | 2 - 2 | Brentford        | Riverside Stadium    | 30 de septiembre | : |
| Millwall            | 1 - 3 | Barnsley         | The Den              | 30 de septiembre | : |
| Nottingham Forest   | 2 - 1 | Sheffield United | City Ground          | 30 de septiembre | : |
| Preston North End   | 2 - 2 | Sunderland       | Deepdale             | 30 de septiembre | : |
| Reading             | 1 - 2 | Norwich City     | Madejski Stadium     | 30 de septiembre | : |
| Sheffield Wednesday | 3 - 0 | Leeds United     | Hillsborough Stadium | 1 de octubre     | : |

| Birmingham City  | 1 - 0 | Cardiff City        | St Andrew's Stadium | 13 de octubre | : |
| Bristol City     | 0 - 0 | Burton Albion       | Ashton Gate Stadium | 13 de octubre | : |
| Barnsley         | 2 - 2 | Middlesbrough       | Oakwell Stadium     | 14 de octubre | : |
| Bolton Wanderers | 2 - 1 | Sheffield Wednesday | Macron Stadium      | 14 de octubre | : |
| Brentford        | 1 - 0 | Millwall            | Griffin Park        | 14 de octubre | : |
| Fulham           | 2 - 2 | Preston North End   | Craven Cottage      | 14 de octubre | : |
| Leeds United     | 0 - 1 | Reading             | Elland Road         | 14 de octubre | : |
| Norwich City     | 1 - 1 | Hull City           | Carrow Road         | 14 de octubre | : |
| Sheffield United | 1 - 0 | Ipswich Town        | Bramall Lane        | 14 de octubre | : |
| Sunderland       | 1 - 1 | Queens Park Rangers | Stadium of Light    | 14 de octubre | : |
| Wolverhampton    | 2 - 0 | Aston Villa         | Molineux Stadium    | 14 de octubre | : |
| Derby County     | 2 - 0 | Nottingham Forest   | Pride Park Stadium  | 15 de octubre | : |

| Aston Villa       | 2 - 1 | Fulham              | Villa Park          | 21 de octubre | : |
| Barnsley          | 0 - 1 | Hull City           | Oakwell Stadium     | 21 de octubre | : |
| Bolton Wanderers  | 1 - 1 | Queens Park Rangers | Macron Stadium      | 21 de octubre | : |
| Brentford         | 3 - 3 | Sunderland          | Griffin Park        | 21 de octubre | : |
| Bristol City      | 0 - 3 | Leeds United        | Ashton Gate Stadium | 21 de octubre | : |
| Derby County      | 2 - 0 | Sheffield Wednesday | Pride Park Stadium  | 21 de octubre | : |
| Middlesbrough     | 0 - 1 | Cardiff City        | Riverside Stadium   | 21 de octubre | : |
| Nottingham Forest | 2 - 0 | Burton Albion       | City Ground         | 21 de octubre | : |
| Sheffield United  | 2 - 1 | Reading             | Bramall Lane        | 21 de octubre | : |
| Wolverhampton     | 3 - 2 | Preston North End   | Molineux Stadium    | 21 de octubre | : |
| Millwall          | 2 - 0 | Birmingham City     | The Den             | 21 de octubre | : |
| Ipswich Town      | 0 - 1 | Norwich City        | Portman Road        | 22 de octubre | : |

| Leeds United        | 1 - 2 | Sheffield United  | Elland Road          | 27 de octubre | : |
| Sheffield Wednesday | 1 - 1 | Barnsley          | Hillsborough Stadium | 28 de octubre | : |
| Burton Albion       | 1 - 2 | Ipswich Town      | Pirelli Stadium      | 28 de octubre | : |
| Cardiff City        | 0 - 0 | Millwall          | Cardiff City Stadium | 28 de octubre | : |
| Fulham              | 1 - 1 | Bolton Wanderers  | Craven Cottage       | 28 de octubre | : |
| Norwich City        | 1 - 2 | Derby County      | Carrow Road          | 28 de octubre | : |
| Preston North End   | 2 - 3 | Brentford         | Deepdale             | 28 de octubre | : |
| Queens Park Rangers | 2 - 1 | Wolverhampton     | Loftus Road          | 28 de octubre | : |
| Reading             | 0 - 2 | Middlesbrough     | Madejski Stadium     | 28 de octubre | : |
| Sunderland          | 1 - 2 | Bristol City      | Stadium of Light     | 28 de octubre | : |
| Hull City           | 2 - 3 | Nottingham Forest | KC Stadium           | 28 de octubre | : |
| Birmingham City     | 0 - 0 | Aston Villa       | St. Andrew's Stadium | 29 de octubre | : |

| Burton Albion       | 2 - 4 | Barnsley          | Pirelli Stadium      | 31 de octubre  | : |
| Cardiff City        | 3 - 1 | Ipswich Town      | Cardiff City Stadium | 31 de octubre  | : |
| Fulham              | 0 - 2 | Bristol City      | Craven Cottage       | 31 de octubre  | : |
| Hull City           | 1 - 3 | Middlesbrough     | KC Stadium           | 31 de octubre  | : |
| Leeds United        | 1 - 2 | Derby County      | Elland Road          | 31 de octubre  | : |
| Norwich City        | 0 - 2 | Wolverhampton     | Carrow Road          | 31 de octubre  | : |
| Queens Park Rangers | 1 - 0 | Sheffield United  | Loftus Road          | 31 de octubre  | : |
| Sheffield Wednesday | 2 - 1 | Millwall          | Hillsborough Stadium | 31 de octubre  | : |
| Sunderland          | 3 - 3 | Bolton Wanderers  | Stadium of Light     | 31 de octubre  | : |
| Reading             | 3 - 1 | Nottingham Forest | Madejski Stadium     | 31 de octubre  | : |
| Birmingham City     | 0 - 2 | Brentford         | St. Andrew's Stadium | 1 de noviembre | : |
| Preston North End   | 0 - 2 | Aston Villa       | Deepdale             | 1 de noviembre | : |

| Wolverhampton     | 2 - 0 | Fulham              | Molineux Stadium    | 3 de noviembre | : |
| Bristol City      | 2 - 1 | Cardiff City        | Ashton Gate Stadium | 4 de noviembre | : |
| Aston Villa       | 1 - 2 | Sheffield Wednesday | Villa Park          | 4 de noviembre | : |
| Barnsley          | 2 - 0 | Birmingham City     | Oakwell Stadium     | 4 de noviembre | : |
| Bolton Wanderers  | 2 - 1 | Norwich City        | Macron Stadium      | 4 de noviembre | : |
| Derby County      | 2 - 4 | Reading             | Pride Park Stadium  | 4 de noviembre | : |
| Ipswich Town      | 3 - 0 | Preston North End   | Portman Road        | 4 de noviembre | : |
| Millwall          | 0 - 1 | Burton Albion       | The Den             | 4 de noviembre | : |
| Nottingham Forest | 4 - 0 | Queens Park Rangers | City Ground         | 4 de noviembre | : |
| Sheffield United  | 4 - 1 | Hull City           | Bramall Lane        | 4 de noviembre | : |
| Brentford         | 3 - 1 | Leeds United        | Griffin Park        | 4 de noviembre | : |
| Middlesbrough     | 1 - 0 | Sunderland          | Riverside Stadium   | 5 de noviembre | : |

| Burton Albion       | 1 - 3 | Sheffield United  | Pirelli Stadium      | 17 de noviembre | : |
| Preston North End   | 0 - 0 | Bolton Wanderers  | Deepdale             | 17 de noviembre | : |
| Birmingham City     | 1 - 0 | Nottingham Forest | St. Andrew's Stadium | 18 de noviembre | : |
| Cardiff City        | 2 - 0 | Brentford         | Cardiff City Stadium | 18 de noviembre | : |
| Hull City           | 2 - 2 | Ipswich Town      | KC Stadium           | 18 de noviembre | : |
| Norwich City        | 1 - 1 | Barnsley          | Carrow Road          | 18 de noviembre | : |
| Queens Park Rangers | 1 - 2 | Aston Villa       | Loftus Road          | 18 de noviembre | : |
| Reading             | 0 - 2 | Wolverhampton     | Madejski Stadium     | 18 de noviembre | : |
| Sheffield Wednesday | 0 - 0 | Bristol City      | Hillsborough Stadium | 18 de noviembre | : |
| Sunderland          | 2 - 2 | Millwall          | Stadium of Light     | 18 de noviembre | : |
| Fulham              | 1 - 1 | Derby County      | Craven Cottage       | 18 de noviembre | : |
| Leeds United        | 2 - 1 | Middlesbrough     | Elland Road          | 19 de noviembre | : |

| Aston Villa       | 2 - 1 | Sunderland          | Villa Park          | 21 de noviembre | : |
| Barnsley          | 0 - 1 | Cardiff City        | Oakwell Stadium     | 21 de noviembre | : |
| Brentford         | 1 - 1 | Burton Albion       | Griffin Park        | 21 de noviembre | : |
| Bristol City      | 1 - 2 | Preston North End   | Ashton Gate Stadium | 21 de noviembre | : |
| Derby County      | 2 - 0 | Queens Park Rangers | Pride Park Stadium  | 21 de noviembre | : |
| Millwall          | 0 - 0 | Hull City           | The Den             | 21 de noviembre | : |
| Nottingham Forest | 1 - 0 | Norwich City        | City Ground         | 21 de noviembre | : |
| Sheffield United  | 4 - 5 | Fulham              | Bramall Lane        | 21 de noviembre | : |
| Bolton Wanderers  | 2 - 2 | Reading             | Macron Stadium      | 21 de noviembre | : |
| Ipswich Town      | 2 - 2 | Sheffield Wednesday | Portman Road        | 22 de noviembre | : |
| Middlesbrough     | 2 - 0 | Birmingham City     | Riverside Stadium   | 22 de noviembre | : |
| Wolverhampton     | 4 - 1 | Leeds United        | Molineux Stadium    | 22 de noviembre | : |

| Barnsley            | 0 - 2 | Leeds United        | Oakwell Stadium   | 25 de noviembre | 13:30 |
| Wolverhampton       | 5 - 1 | Bolton Wanderers    | Molineux Stadium  | 25 de noviembre | 16:00 |
| Aston Villa         | 2 - 0 | Ipswich Town        | Villa Park        | 25 de noviembre | 16:00 |
| Fulham              | 1 - 0 | Millwall            | Craven Cottage    | 25 de noviembre | 16:00 |
| Norwich City        | 1 - 1 | Preston North End   | Carrow Road       | 25 de noviembre | 16:00 |
| Reading             | 0 - 0 | Sheffield Wednesday | Madejski Stadium  | 25 de noviembre | 16:00 |
| Hull City           | 2 - 3 | Bristol City        | KC Stadium        | 25 de noviembre | 16:00 |
| Burton Albion       | 0 - 2 | Sunderland          | Pirelli Stadium   | 25 de noviembre | 16:00 |
| Middlesbrough       | 0 - 3 | Derby County        | Riverside Stadium | 25 de noviembre | 16:00 |
| Sheffield United    | 1 - 1 | Birmingham city     | Bramall Lane      | 25 de noviembre | 18:30 |
| Nottingham Forest   | 0 - 2 | Cardiff City        | City Ground       | 26 de noviembre | 14:00 |
| Queens Park Rangers | 2 - 2 | Brentford           | Loftus Road       | 27 de noviembre | 20:45 |

| Cardiff City        | 3 - 1 | Norwich City        | Cardiff City Stadium | 1 de diciembre | 20:45 |
| Leeds United        | 1 - 1 | Aston Villa         | Elland Road          | 1 de diciembre | 20:45 |
| Brentford           | 3 - 1 | Fulham              | Griffin Park         | 2 de diciembre | 16:00 |
| Derby County        | 1 - 0 | Burton Albion       | Pride Park Stadium   | 2 de diciembre | 16:00 |
| Millwall            | 3 - 1 | Sheffield United    | The Den              | 2 de diciembre | 16:00 |
| Sunderland          | 1 - 3 | Reading             | Stadium of Light     | 2 de diciembre | 16:00 |
| Bristol City        | 2 - 1 | Middlesbrough       | Ashton Gate Stadium  | 2 de diciembre | 16:00 |
| Ipswich Town        | 4 - 2 | Nottingham Forest   | Portman Road         | 2 de diciembre | 16:00 |
| Preston North End   | 1 - 0 | Queens Park Rangers | Deepdale             | 2 de diciembre | 16:00 |
| Bolton Wanderers    | 3 - 1 | Barnsley            | Estadio Macron       | 2 de diciembre | 16:00 |
| Sheffield Wednesday | 2 - 2 | Hull City           | Estadio Hillsborough | 2 de diciembre | 16:00 |
| Birmingham City     | 0 - 1 | Wolverhampton       | St. Andrew's Stadium | 4 de diciembre | 20:45 |

| Sheffield United    | 1 - 2 | Bristol City        | Bramall Lane      | 8 de diciembre  | : |
| Aston Villa         | 0 - 0 | Millwall            | Villa Park        | 9 de diciembre  | : |
| Barnsley            | 0 - 3 | Derby County        | Oakwell Stadium   | 9 de diciembre  | : |
| Burton Albion       | 1 - 2 | Preston North End   | Pirelli Stadium   | 9 de diciembre  | : |
| Fulham              | 1 - 0 | Birmingham City     | Craven Cottage    | 9 de diciembre  | : |
| Hull City           | 3 - 2 | Brentford           | KC Stadium        | 9 de diciembre  | : |
| Nottingham Forest   | 3 - 2 | Bolton Wanderers    | City Ground       | 9 de diciembre  | : |
| Middlesbrough       | 2 - 0 | Ipswich Town        | Riverside Stadium | 9 de diciembre  | : |
| Queens Park Rangers | 1 - 3 | Leeds United        | Loftus Road       | 9 de diciembre  | : |
| Wolverhampton       | 0 - 0 | Sunderland          | Molineux Stadium  | 9 de diciembre  | : |
| Norwich City        | 3 - 1 | Sheffield Wednesday | Carrow Road       | 9 de diciembre  | : |
| Reading             | 2 - 2 | Cardiff City        | Madejski Stadium  | 11 de diciembre | : |

| Sheffield Wednesday | 0 - 1 | Wolverhampton       | Hillsborough Stadium | 15 de diciembre | : |
| Birmingham City     | 1 - 2 | Queens Park Rangers | St. Andrew's Stadium | 16 de diciembre | : |
| Bolton Wanderers    | 0 - 1 | Burton Albion       | Macron Stadium       | 16 de diciembre | : |
| Brentford           | 0 - 0 | Barnsley            | Griffin Park         | 16 de diciembre | : |
| Bristol City        | 2 - 1 | Nottingham Forest   | Ashton Gate Stadium  | 16 de diciembre | : |
| Derby County        | 2 - 0 | Aston Villa         | Pride Park Stadium   | 16 de diciembre | : |
| Ipswich Town        | 2 - 0 | Reading             | Portman Road         | 16 de diciembre | : |
| Leeds United        | 1 - 0 | Norwich City        | Elland Road          | 16 de diciembre | : |
| Millwall            | 2 - 1 | Middlesbrough       | The Den              | 16 de diciembre | : |
| Preston North End   | 1 - 0 | Sheffield United    | Deepdale             | 16 de diciembre | : |
| Sunderland          | 1 - 0 | Fulham              | Stadium of Light     | 16 de diciembre | : |
| Cardiff City        | 1 - 0 | Hull City           | Cardiff City Stadium | 16 de diciembre | : |

| Norwich City        | 1 - 2 | Brentford         | Carrow Road          | 22 de diciembre | : |
| Bolton Wanderers    | 2 - 0 | Cardiff City      | Macron Stadium       | 23 de diciembre | : |
| Derby County        | 3 - 0 | Millwall          | Pride Park Stadium   | 23 de diciembre | : |
| Fulham              | 2 - 1 | Barnsley          | Craven Cottage       | 23 de diciembre | : |
| Leeds United        | 1 - 0 | Hull City         | Elland Road          | 23 de diciembre | : |
| Preston North End   | 1 - 1 | Nottingham Forest | Deepdale             | 23 de diciembre | : |
| Queens Park Rangers | 1 - 1 | Bristol City      | Loftus Road          | 23 de diciembre | : |
| Reading             | 1 - 2 | Burton Albion     | Madejski Stadium     | 23 de diciembre | : |
| Sheffield Wednesday | 1 - 2 | Middlesbrough     | Hillsborough Stadium | 23 de diciembre | : |
| Sunderland          | 1 - 1 | Birmingham City   | Stadium of Light     | 23 de diciembre | : |
| Wolverhampton       | 1 - 0 | Ispwich Town      | Molineux Stadium     | 23 de diciembre | : |
| Aston Villa         | 2 - 2 | Sheffield United  | Villa Park           | 23 de diciembre | : |

### Segunda vuelta
| Millwall          | 2 - 2 | Wolverhampton       | The Den              | 26 de diciembre | : |
| Barnsley          | 0 - 0 | Preston North End   | Oakwell Stadium      | 26 de diciembre | : |
| Birmingham City   | 0 - 2 | Norwich City        | St. Andrew's Stadium | 26 de diciembre | : |
| Bristol City      | 2 - 0 | Reading             | Ashton Gate Stadium  | 26 de diciembre | : |
| Burton Albion     | 1 - 2 | Leeds United        | Pirelli Stadium      | 26 de diciembre | : |
| Cardiff City      | 2 - 4 | Fulham              | Cardiff City Stadium | 26 de diciembre | : |
| Hull City         | 0 - 0 | Derby County        | KC Stadium           | 26 de diciembre | : |
| Ipswich Town      | 0 - 0 | Queens Park Rangers | Portman Road         | 26 de diciembre | : |
| Middlesbrough     | 2 - 0 | Bolton Wanderers    | Riverside Stadium    | 26 de diciembre | : |
| Nottingham Forest | 0 - 3 | Sheffield Wednesday | City Ground          | 26 de diciembre | : |
| Sheffield United  | 3 - 0 | Sunderland          | Bramall Lane         | 26 de diciembre | : |
| Brentford         | 2 - 1 | Aston Villa         | Griffin Park         | 26 de diciembre | : |

| Cardiff City      | 0 - 1 | Preston North End   | Cardiff City Stadium | 29 de diciembre | : |
| Millwall          | 1 - 0 | Queens Park Rangers | The Den              | 29 de diciembre | : |
| Barnsley          | 1 - 1 | Reading             | Oakwell Stadium      | 30 de diciembre | : |
| Birmingham City   | 1 - 0 | Leeds United        | St. Andrew's Stadium | 30 de diciembre | : |
| Brentford         | 2 - 0 | Sheffield Wednesday | Griffin Park         | 30 de diciembre | : |
| Burton Albion     | 0 - 0 | Norwich City        | Pirelli Stadium      | 30 de diciembre | : |
| Hull City         | 2 - 2 | Fulham              | KC Stadium           | 30 de diciembre | : |
| Ipswich Town      | 1 - 2 | Derby County        | Portman Road         | 30 de diciembre | : |
| Middlesbrough     | 0 - 1 | Aston Villa         | Riverside Stadium    | 30 de diciembre | : |
| Nottingham Forest | 0 - 1 | Sunderland          | City Ground          | 30 de diciembre | : |
| Sheffield United  | 0 - 1 | Bolton Wanderers    | Bramall Lane         | 30 de diciembre | : |
| Bristol City      | 1 - 2 | Wolverhampton       | Ashton Gate Stadium  | 30 de diciembre | : |

| Bolton Wanderers    | 1 - 0 | Hull City         | Macron Stadium       | 1 de enero | : |
| Derby County        | 1 - 1 | Sheffield United  | Pride Park Stadium   | 1 de enero | : |
| Leeds United        | 0 - 0 | Nottingham Forest | Elland Road          | 1 de enero | : |
| Norwich City        | 2 - 1 | Millwall          | Carrow Road          | 1 de enero | : |
| Preston North End   | 2 - 3 | Middlesbrough     | Deepdale             | 1 de enero | : |
| Queens Park Rangers | 2 - 1 | Cardiff City      | Loftus Road          | 1 de enero | : |
| Sheffield Wednesday | 0 - 3 | Burton Albion     | Hillsborough Stadium | 1 de enero | : |
| Sunderland          | 0 - 1 | Barnsley          | Stadium of Light     | 1 de enero | : |
| Aston Villa         | 5 - 0 | Bristol City      | Villa Park           | 1 de enero | : |
| Fulham              | 4 - 1 | Ipswich Town      | Craven Cottage       | 2 de enero | : |
| Wolverhampton       | 3 - 0 | Brentford         | Molineux Stadium     | 2 de enero | : |
| Reading             | 0 - 2 | Birmingham City   | Madejski Stadium     | 2 de enero | : |

| Sheffield United  | 0 - 0 | Sheffield Wednesday | Bramall Lane         | 12 de enero | : |
| Cardiff City      | 4 - 0 | Sunderland          | Cardiff City Stadium | 13 de enero | : |
| Barnsley          | 0 - 0 | Wolverhampton       | Oakwell Stadium      | 13 de enero | : |
| Birmingham City   | 0 - 3 | Derby County        | St. Andrew's Stadium | 13 de enero | : |
| Brentford         | 2 - 0 | Bolton Wanderers    | Griffin Park         | 13 de enero | : |
| Bristol City      | 0 - 1 | Norwich City        | Ashton Gate Stadium  | 13 de enero | : |
| Burton Albion     | 1 - 3 | Queens Park Rangers | Pirelli Stadium      | 13 de enero | : |
| Hull City         | 0 - 0 | Reading             | KC Stadium           | 13 de enero | : |
| Ipswich Town      | 1 - 0 | Leeds United        | Portman Road         | 13 de enero | : |
| Middlesbrough     | 0 - 1 | Fulham              | Riverside Stadium    | 13 de enero | : |
| Millwall          | 1 - 1 | Preston North End   | The Den              | 13 de enero | : |
| Nottingham Forest | 0 - 1 | Aston Villa         | City Ground          | 13 de enero | : |

| Derby County        | 0 - 0 | Bristol City      | Pride Park Stadium   | 19 de enero | 16:45 |
| Aston Villa         | 3 - 1 | Barnsley          | Villa Park           | 20 de enero | 12:00 |
| Bolton Wanderers    | 1 - 1 | Ipswich Town      | Macron Stadium       | 20 de enero | 12:00 |
| Fulham              | 6 - 0 | Burton Albion     | Craven Cottage       | 20 de enero | 12:00 |
| Leeds United        | 3 - 4 | Millwall          | Elland Road          | 20 de enero | 12:00 |
| Norwich City        | 1 - 2 | Sheffield United  | Carrow Road          | 20 de enero | 12:00 |
| Preston North End   | 1 - 1 | Birmingham City   | Deepdale             | 20 de enero | 12:00 |
| Queens Park Rangers | 0 - 3 | Middlesbrough     | Loftus Road          | 20 de enero | 12:00 |
| Reading             | 0 - 1 | Brentford         | Madejski Stadium     | 20 de enero | 12:00 |
| Sunderland          | 1 - 0 | Hull City         | Stadium of Light     | 20 de enero | 12:00 |
| Wolverhampton       | 0 - 2 | Nottingham Forest | Molineux Stadium     | 20 de enero | 12:00 |
| Sheffield Wednesday | 0 - 0 | Cardiff City      | Hillsborough Stadium | 20 de enero | 12:00 |

| Brentford         | 0 - 1 | Norwich City        | Griffin Park         | 27 de enero   | 15:00 |
| Barnsley          | 1 - 3 | Fulham              | Oakwell Stadium      | 27 de enero   | 15:00 |
| Bristol City      | 2 - 0 | Queens Park Rangers | Ashton Gate Stadium  | 27 de enero   | 15:00 |
| Ipswich Town      | 0 - 1 | Wolverhampton       | Portman Road         | 27 de enero   | 15:00 |
| Millwall          | 0 - 0 | Derby County        | The Den              | 30 de enero   | 19:45 |
| Middlesbrough     | 0 - 0 | Sheffield Wednesday | Riverside Stadium    | 30 de enero   | 19:45 |
| Birmingham City   | 3 - 1 | Sunderland          | St. Andrew's Stadium | 30 de enero   | 19:45 |
| Nottingham Forest | 0 - 3 | Preston North End   | City Ground          | 30 de enero   | 19:45 |
| Sheffield United  | 0 - 1 | Aston Villa         | Bramall Lane         | 30 de enero   | 19:45 |
| Hull City         | 0 - 0 | Leeds United        | KC Stadium           | 30 de enero   | 19:45 |
| Burton Albion     | 1 - 3 | Reading             | Pirelli Stadium      | 30 de enero   | 19:45 |
| Cardiff City      | 2 - 0 | Bolton Wanderers    | Cardiff City Stadium | 13 de febrero | 19:45 |

| Bolton Wanderers    | 1 - 0 | Bristol City      | Macron Stadium       | 2 de febrero | 20:00 |
| Leeds United        | 1 - 4 | Cardiff City      | Elland Road          | 3 de febrero | 15:00 |
| Queens Park Rangers | 1 - 0 | Barnsley          | Loftus Road          | 3 de febrero | 15:00 |
| Sunderland          | 0 - 2 | Ipswich Town      | Stadium of Light     | 3 de febrero | 15:00 |
| Derby County        | 3 - 0 | Brentford         | Pride Park Stadium   | 3 de febrero | 15:00 |
| Norwich City        | 1 - 0 | Middlesbrough     | Carrow Road          | 3 de febrero | 15:00 |
| Reading             | 0 - 2 | Millwall          | Madejski Stadium     | 3 de febrero | 15:00 |
| Aston Villa         | 3 - 2 | Burton Albion     | Villa Park           | 3 de febrero | 15:00 |
| Fulham              | 2 - 0 | Nottingham Forest | Craven Cottage       | 3 de febrero | 15:00 |
| Preston North End   | 2 - 1 | Hull City         | Deepdale             | 3 de febrero | 15:00 |
| Sheffield Wednesday | 1 - 3 | Birmingham City   | Hillsborough Stadium | 3 de febrero | 15:00 |
| Wolverhampton       | 3 - 0 | Sheffield United  | Molineux Stadium     | 3 de febrero | 17:30 |

| Millwall          | 1 - 1 | Cardiff City        | The Den             | 9 de febrero  | 19:45 |
| Barnsley          | 1 - 1 | Sheffield Wednesday | Oakwell Stadium     | 10 de febrero | 12:15 |
| Sheffield United  | 2 - 1 | Leeds United        | Bramall Lane        | 10 de febrero | 12:30 |
| Brentford         | 1 - 1 | Preston North End   | Griffin Park        | 10 de febrero | 15:00 |
| Ipswich Town      | 0 - 0 | Burton Albion       | Portman Road        | 10 de febrero | 15:00 |
| Nottingham Forest | 0 - 2 | Hull City           | City Ground         | 10 de febrero | 15:00 |
| Bristol City      | 3 - 3 | Sunderland          | Ashton Gate Stadium | 10 de febrero | 15:00 |
| Middlesbrough     | 2 - 1 | Reading             | Riverside Stadium   | 10 de febrero | 15:00 |
| Bolton Wanderers  | 1 - 1 | Fulham              | Macron Stadium      | 10 de febrero | 15:00 |
| Derby County      | 1 - 1 | Norwich City        | Pride Park Stadium  | 10 de febrero | 15:00 |
| Wolverhampton     | 2 - 1 | Queens Park Rangers | Molineux Stadium    | 10 de febrero | 15:00 |
| Aston Villa       | 2 - 0 | Birmingham City     | Villa Park          | 11 de febrero | 12:00 |

| Sheffield Wednesday | 2 - 0 | Derby County      | Hillsborough Stadium | 13 de febrero | 19:45 |
| Birmingham City     | 0 - 1 | Millwall          | St. Andrew's Stadium | 17 de febrero | 15:00 |
| Fulham              | 2 - 0 | Aston Villa       | Craven Cottage       | 17 de febrero | 15:00 |
| Burton Albion       | 0 - 0 | Nottingham Forest | Pirelli Stadium      | 17 de febrero | 15:00 |
| Preston North End   | 1 - 1 | Wolverhampton     | Deepdale             | 17 de febrero | 15:00 |
| Cardiff City        | 1 - 0 | Middlesbrough     | Cardiff City Stadium | 17 de febrero | 15:00 |
| Queens Park Rangers | 2 - 0 | Bolton Wanderers  | Loftus Road          | 17 de febrero | 15:00 |
| Sunderland          | 0 - 2 | Brentford         | Stadium of Light     | 17 de febrero | 15:00 |
| Norwich City        | 1 - 1 | Ipswich Town      | Carrow Road          | 18 de febrero | 12:00 |
| Leeds United        | 2 - 2 | Bristol City      | Elland Road          | 18 de febrero | 16:30 |
| Hull City           | 1 - 1 | Barnsley          | KC Stadium           | 27 de febrero | 19:45 |
| Reading             | 1 - 3 | Sheffield United  | Madejski Stadium     | 27 de febrero | 20:00 |

| Brentford         | 5 - 0 | Birmingham City     | Griffin Park        | 20 de febrero | 19:45 |
| Nottingham Forest | 1 - 1 | Reading             | City Ground         | 20 de febrero | 19:45 |
| Aston Villa       | 1 - 1 | Preston North End   | Villa Park          | 20 de febrero | 19:45 |
| Middlesbrough     | 3 - 1 | Hull City           | Riverside Stadium   | 20 de febrero | 19:45 |
| Sheffield United  | 2 - 1 | Queens Park Rangers | Bramall Lane        | 20 de febrero | 19:45 |
| Barnsley          | 1 - 2 | Burton Albion       | Oakwell Stadium     | 20 de febrero | 19:45 |
| Millwall          | 2 - 1 | Sheffield Wednesday | The Den             | 20 de febrero | 19:45 |
| Bolton Wanderers  | 1 - 0 | Sunderland          | Macron Stadium      | 20 de febrero | 20:00 |
| Ipswich Town      | 0 - 1 | Cardiff City        | Portman Road        | 21 de febrero | 19:45 |
| Bristol City      | 1 - 1 | Fulham              | Ashton Gate Stadium | 21 de febrero | 19:45 |
| Derby County      | 2 - 2 | Leeds United        | Pride Park Stadium  | 21 de febrero | 19:45 |
| Wolverhampton     | 2 - 2 | Norwich City        | Molineux Stadium    | 21 de febrero | 19:45 |

| Hull City           | 1 - 0 | Sheffield United  | KC Stadium           | 23 de febrero | 19:45 |
| Norwich City        | 0 - 0 | Bolton Wanderers  | Carrow Road          | 24 de febrero | 15:00 |
| Reading             | 3 - 3 | Derby County      | Madejski Stadium     | 24 de febrero | 15:00 |
| Burton Albion       | 0 - 1 | Millwall          | Pirelli Stadium      | 24 de febrero | 15:00 |
| Preston North End   | 0 - 1 | Ipswich Town      | Deepdale             | 24 de febrero | 15:00 |
| Sheffield Wednesday | 2 - 4 | Aston Villa       | Hillsborough Stadium | 24 de febrero | 15:00 |
| Leeds United        | 1 - 0 | Brentford         | Elland Road          | 24 de febrero | 15:00 |
| Queens Park Rangers | 2 - 5 | Nottingham Forest | Loftus Road          | 24 de febrero | 15:00 |
| Sunderland          | 3 - 3 | Middlesbrough     | Stadium of Light     | 24 de febrero | 15:00 |
| Birmingham City     | 0 - 2 | Barnsley          | St. Andrew's Stadium | 24 de febrero | 15:00 |
| Fulham              | 2 - 0 | Wolverhampton     | Craven Cottage       | 24 de febrero | 17:30 |
| Cardiff City        | 1 - 0 | Bristol City      | Cardiff City Stadium | 25 de febrero | 12:00 |

| Middlesbrough     | 3 - 0 | Leeds United        | Riverside Stadium   | 2 de marzo  | 19:45 |
| Bolton Wanderers  | 1 - 3 | Preston North End   | Macron Stadium      | 3 de marzo  | 15:00 |
| Derby County      | 1 - 2 | Fulham              | Pride Park Stadium  | 3 de marzo  | 15:00 |
| Millwall          | 1 - 1 | Sunderland          | The Den             | 3 de marzo  | 15:00 |
| Nottingham Forest | 2 - 1 | Birmingham City     | City Ground         | 3 de marzo  | 15:00 |
| Bristol City      | 4 - 0 | Sheffield Wednesday | Ashton Gate Stadium | 3 de marzo  | 15:00 |
| Wolverhampton     | 3 - 0 | Reading             | Molineux Stadium    | 13 de marzo | 19:45 |
| Aston Villa       | 1 - 3 | Queens Park Rangers | Villa Park          | 13 de marzo | 19:45 |
| Brentford         | 1 - 3 | Cardiff City        | Griffin Park        | 13 de marzo | 19:45 |
| Ipswich Town      | 0 - 3 | Hull City           | Portman Road        | 13 de marzo | 19:45 |
| Barnsley          | 1 - 1 | Norwich City        | Oakwell Stadium     | 13 de marzo | 19:45 |
| Sheffield United  | 2 - 0 | Burton Albion       | Bramall Lane        | 13 de marzo | 19:45 |

| Cardiff City        | 2 - 1 | Barnsley          | Cardiff City Stadium | 6 de marzo | 19:45 |
| Queens Park Rangers | 1 - 1 | Derby County      | Loftus Road          | 6 de marzo | 19:45 |
| Birmingham City     | 0 - 1 | Middlesbrough     | St. Andrew's Stadium | 6 de marzo | 19:45 |
| Fulham              | 3 - 0 | Sheffield United  | Craven Cottage       | 6 de marzo | 19:45 |
| Norwich City        | 0 - 0 | Nottingham Forest | Carrow Road          | 6 de marzo | 19:45 |
| Sheffield Wednesday | 1 - 2 | Ipswich Town      | Hillsborough Stadium | 6 de marzo | 19:45 |
| Burton Albion       | 0 - 2 | Brentford         | Pirelli Stadium      | 6 de marzo | 19:45 |
| Hull City           | 1 - 2 | Millwall          | KC Stadium           | 6 de marzo | 19:45 |
| Preston North End   | 2 - 1 | Bristol City      | Deepdale             | 6 de marzo | 19:45 |
| Sunderland          | 0 - 3 | Aston Villa       | Stadium of Light     | 6 de marzo | 19:45 |
| Reading             | 1 - 1 | Bolton Wanderers  | Madejski Stadium     | 6 de marzo | 20:00 |
| Leeds United        | 0 - 3 | Wolverhampton     | Elland Road          | 7 de marzo | 19:45 |

| Hull City           | 4 - 3 | Norwich City     | KC Stadium           | 10 de marzo | 15:00 |
| Millwall            | 1 - 0 | Brentford        | The Den              | 10 de marzo | 15:00 |
| Queens Park Rangers | 1 - 0 | Sunderland       | Loftus Road          | 10 de marzo | 15:00 |
| Burton Albion       | 0 - 0 | Bristol City     | Pirelli Stadium      | 10 de marzo | 15:00 |
| Ipswich Town        | 0 - 0 | Sheffield United | Portman Road         | 10 de marzo | 15:00 |
| Reading             | 2 - 2 | Leeds United     | Madejski Stadium     | 10 de marzo | 15:00 |
| Cardiff City        | 3 - 2 | Birmingham City  | Cardiff City Stadium | 10 de marzo | 15:00 |
| Middlesbrough       | 3 - 1 | Barnsley         | Riverside Stadium    | 10 de marzo | 15:00 |
| Preston North End   | 1 - 2 | Fulham           | Deepdale             | 10 de marzo | 15:00 |
| Sheffield Wednesday | 1 - 1 | Bolton Wanderers | Hillsborough Stadium | 10 de marzo | 15:00 |
| Aston Villa         | 4 - 1 | Wolverhampton    | Villa Park           | 10 de marzo | 17:30 |
| Nottingham Forest   | 0 - 0 | Derby County     | City Ground          | 11 de marzo | 14:30 |

| Fulham           | 2 - 2 | Queens Park Rangers | Craven Cottage       | 17 de marzo | 12:30 |
| Barnsley         | 0 - 2 | Millwall            | Oakwell Stadium      | 17 de marzo | 13:00 |
| Brentford        | 1 - 1 | Middlesbrough       | Griffin Park         | 17 de marzo | 15:00 |
| Sheffield United | 0 - 0 | Nottingham Forest   | Bramall Lane         | 17 de marzo | 15:00 |
| Birmingham City  | 3 - 0 | Hull City           | St. Andrew's Stadium | 17 de marzo | 15:00 |
| Bristol City     | 1 - 0 | Ipswich Town        | Ashton Gate Stadium  | 17 de marzo | 15:00 |
| Leeds United     | 1 - 2 | Sheffield Wednesday | Elland Road          | 17 de marzo | 15:00 |
| Sunderland       | 0 - 2 | Preston North End   | Stadium of Light     | 17 de marzo | 15:00 |
| Norwich City     | 3 - 2 | Reading             | Carrow Road          | 17 de marzo | 15:00 |
| Wolverhampton    | 3 - 1 | Burton Albion       | Molineux Stadium     | 17 de marzo | 15:00 |
| Bolton Wanderers | 1 - 0 | Aston Villa         | Macron Stadium       | 17 de marzo | 17:30 |
| Derby County     | 3 - 1 | Cardiff City        | Pride Park Stadium   | 24 de abril | 19:45 |

| Hull City           | 4 - 3 | Norwich City     | KC Stadium           | 10 de marzo | 15:00 |
| Millwall            | 1 - 0 | Brentford        | The Den              | 10 de marzo | 15:00 |
| Queens Park Rangers | 1 - 0 | Sunderland       | Loftus Road          | 10 de marzo | 15:00 |
| Burton Albion       | 0 - 0 | Bristol City     | Pirelli Stadium      | 10 de marzo | 15:00 |
| Ipswich Town        | 0 - 0 | Sheffield United | Portman Road         | 10 de marzo | 15:00 |
| Reading             | 2 - 2 | Leeds United     | Madejski Stadium     | 10 de marzo | 15:00 |
| Cardiff City        | 3 - 2 | Birmingham City  | Cardiff City Stadium | 10 de marzo | 15:00 |
| Middlesbrough       | 3 - 1 | Barnsley         | Riverside Stadium    | 10 de marzo | 15:00 |
| Preston North End   | 1 - 2 | Fulham           | Deepdale             | 10 de marzo | 15:00 |
| Sheffield Wednesday | 1 - 1 | Bolton Wanderers | Hillsborough Stadium | 10 de marzo | 15:00 |
| Aston Villa         | 4 - 1 | Wolverhampton    | Villa Park           | 10 de marzo | 17:30 |
| Nottingham Forest   | 0 - 0 | Derby County     | City Ground          | 11 de marzo | 14:30 |

| Preston North End   | 0 - 1 | Derby County        | Deepdale            | 2 de abril  | 12:45 |
| Bristol City        | 0 - 1 | Brentford           | Ashton Gate Stadium | 2 de abril  | 15:00 |
| Ipswich Town        | 2 - 2 | Millwall            | Portman Road        | 2 de abril  | 15:00 |
| Queens Park Rangers | 4 - 1 | Norwich City        | Loftus Road         | 2 de abril  | 15:00 |
| Burton Albion       | 1 - 1 | Middlesbrough       | Pirelli Stadium     | 2 de abril  | 15:00 |
| Sunderland          | 1 - 3 | Sheffield Wednesday | Stadium of Light    | 2 de abril  | 15:00 |
| Sheffield United    | 1 - 1 | Cardiff City        | Bramall Lane        | 2 de abril  | 19:45 |
| Wolverhampton       | 2 - 2 | Hull City           | Molineux Stadium    | 3 de abril  | 19:45 |
| Aston Villa         | 3 - 0 | Reading             | Villa Park          | 3 de abril  | 19:45 |
| Fulham              | 2 - 0 | Leeds United        | Craven Cottage      | 3 de abril  | 19:45 |
| Bolton Wanderers    | 0 - 1 | Birmingham City     | Macron Stadium      | 3 de abril  | 20:00 |
| Nottingham Forest   | 3 - 0 | Barnsley            | City Ground         | 24 de abril | 19:45 |

| Cardiff City        | 0 - 1 | Wolverhampton       | Cardiff City Stadium | 6 de abril | 19:45 |
| Barnsley            | 3 - 2 | Sheffield United    | Oakwell Stadium      | 7 de abril | 12:15 |
| Norwich City        | 3 - 1 | Aston Villa         | Carrow Road          | 7 de abril | 12:30 |
| Brentford           | 1 - 0 | Ipswich Town        | Griffin Park         | 7 de abril | 15:00 |
| Hull City           | 4 - 0 | Queens Park Rangers | KC Stadium           | 7 de abril | 15:00 |
| Millwall            | 2 - 0 | Bristol City        | The Den              | 7 de abril | 15:00 |
| Birmingham City     | 1 - 1 | Burton Albion       | St. Andrew's Stadium | 7 de abril | 15:00 |
| Derby County        | 3 - 0 | Bolton Wanderers    | Pride Park Stadium   | 7 de abril | 15:00 |
| Middlesbrough       | 2 - 0 | Nottingham Forest   | Riverside Stadium    | 7 de abril | 15:00 |
| Reading             | 1 - 0 | Preston North End   | Madejski Stadium     | 7 de abril | 15:00 |
| Sheffield Wednesday | 0 - 1 | Fulham              | Hillsborough Stadium | 7 de abril | 15:00 |
| Leeds United        | 1 - 1 | Sunderland          | Elland Road          | 7 de abril | 15:00 |

| Bristol City        | 3 - 1 | Birmingham City     | Ashton Gate Stadium | 10 de abril | 19:45 |
| Ipswich Town        | 1 - 0 | Barnsley            | Portman Road        | 10 de abril | 19:45 |
| Queens Park Rangers | 4 - 2 | Sheffield Wednesday | Loftus Road         | 10 de abril | 19:45 |
| Burton Albion       | 0 - 5 | Hull City           | Pirelli Stadium     | 10 de abril | 19:45 |
| Nottingham Forest   | 0 - 1 | Brentford           | City Ground         | 10 de abril | 19:45 |
| Sheffield United    | 2 - 1 | Middlesbrough       | Bramall Lane        | 10 de abril | 19:45 |
| Aston Villa         | 1 - 0 | Cardiff City        | Villa Park          | 10 de abril | 19:45 |
| Fulham              | 1 - 0 | Reading             | Craven Cottage      | 10 de abril | 19:45 |
| Preston North End   | 3 - 1 | Leeds United        | Deepdale            | 10 de abril | 19:45 |
| Sunderland          | 1 - 1 | Norwich City        | Stadium of Light    | 10 de abril | 19:45 |
| Bolton Wanderers    | 0 - 2 | Millwall            | Macron Stadium      | 10 de abril | 20:00 |
| Wolverhampton       | 2 - 0 | Derby County        | Molineux Stadium    | 11 de abril | 19:45 |

| Aston Villa         | 1 - 0 | Leeds United        | Villa Park        | 13 de abril | 19:45 |
| Sheffield United    | 1 - 1 | Millwall            | Bramall Lane      | 14 de abril | 13:00 |
| Hull City           | 0 - 1 | Sheffield Wednesday | KC Stadium        | 14 de abril | 15:00 |
| Nottingham Forest   | 2 - 1 | Ipswich Town        | City Ground       | 14 de abril | 15:00 |
| Burton Albion       | 3 - 1 | Derby County        | Pirelli Stadium   | 14 de abril | 15:00 |
| Middlesbrough       | 2 - 1 | Bristol City        | Riverside Stadium | 14 de abril | 15:00 |
| Queens Park Rangers | 1 - 2 | Preston North End   | Loftus Road       | 14 de abril | 15:00 |
| Norwich City        | 0 - 2 | Cardiff City        | Carrow Road       | 14 de abril | 15:00 |
| Reading             | 2 - 2 | Sunderland          | Madejski Stadium  | 14 de abril | 15:00 |
| Barnsley            | 2 - 2 | Bolton Wanderers    | Oakwell Stadium   | 14 de abril | 15:00 |
| Fulham              | 1 - 1 | Brentford           | Craven Cottage    | 14 de abril | 17:30 |
| Wolverhampton       | 2 - 0 | Birmingham City     | Molineux Stadium  | 15 de abril | 12:00 |

| Millwall            | 0 - 3 | Fulham              | The Den              | 20 de abril | 19:45 |
| Bolton Wanderers    | 0 - 4 | Wolverhampton       | Macron Stadium       | 21 de abril | 15:00 |
| Leeds United        | 2 - 1 | Barnsley            | Elland Road          | 21 de abril | 15:00 |
| Sheffield Wednesday | 3 - 0 | Reading             | Hillsborough Stadium | 21 de abril | 15:00 |
| Brentford           | 2 - 1 | Queens Park Rangers | Griffin Park         | 21 de abril | 15:00 |
| Derby County        | 1 - 2 | Middlesbrough       | Pride Park Stadium   | 21 de abril | 15:00 |
| Sunderland          | 1 - 2 | Burton Albion       | Stadium of Light     | 21 de abril | 15:00 |
| Birmingham City     | 2 - 1 | Sheffield United    | St. Andrew's Stadium | 21 de abril | 15:00 |
| Bristol City        | 5 - 5 | Hull City           | Ashton Gate Stadium  | 21 de abril | 15:00 |
| Ipswich Town        | 0 - 4 | Aston Villa         | Portman Road         | 21 de abril | 15:00 |
| Preston North End   | 0 - 0 | Norwich City        | Deepdale             | 21 de abril | 15:00 |
| Cardiff City        | 2 - 1 | Nottingham Forest   | Cardiff City Stadium | 21 de abril | 19:45 |

| Fulham              | 2 - 1 | Sunderland          | KC Stadium        | 27 de abril | 19:45 |
| Aston Villa         | 1 - 1 | Derby County        | Villa Park        | 28 de abril | 15:00 |
| Norwich City        | 2 - 1 | Leeds United        | Carrow Road       | 28 de abril | 15:00 |
| Reading             | 0 - 4 | Ipswich Town        | Madejski Stadium  | 28 de abril | 15:00 |
| Barnsley            | 2 - 0 | Brentford           | Oakwell Stadium   | 28 de abril | 15:00 |
| Hull City           | 0 - 2 | Cardiff City        | KC Stadium        | 28 de abril | 15:00 |
| Nottingham Forest   | 0 - 0 | Bristol City        | City Ground       | 28 de abril | 15:00 |
| Sheffield United    | 0 - 1 | Preston North End   | Bramall Lane      | 28 de abril | 15:00 |
| Burton Albion       | 2 - 0 | Bolton Wanderers    | Pirelli Stadium   | 28 de abril | 15:00 |
| Queens Park Rangers | 3 - 1 | Birmingham City     | Loftus Road       | 28 de abril | 15:00 |
| Wolverhampton       | 0 - 0 | Sheffield Wednesday | Molineux Stadium  | 28 de abril | 15:00 |
| Middlesbrough       | 2 - 0 | Millwall            | Riverside Stadium | 28 de abril | 17:30 |

| Birmingham City     | 3 - 1 | Fulham              | St. Andrew's Stadium | 6 de mayo | 12:30 |
| Bristol City        | 2 - 3 | Sheffield United    | Ashton Gate Stadium  | 6 de mayo | 12:30 |
| Ipswich Town        | 2 - 2 | Middlesbrough       | Portman Road         | 6 de mayo | 12:30 |
| Preston North End   | 2 - 1 | Burton Albion       | Deepdale             | 6 de mayo | 12:30 |
| Bolton Wanderers    | 3 - 2 | Nottingham Forest   | Macron Stadium       | 6 de mayo | 12:30 |
| Cardiff City        | 0 - 0 | Reading             | Cardiff City Stadium | 6 de mayo | 12:30 |
| Leeds United        | 2 - 0 | Queens Park Rangers | Elland Road          | 6 de mayo | 12:30 |
| Sheffield Wednesday | 5 - 1 | Norwich City        | Hillsborough Stadium | 6 de mayo | 12:30 |
| Brentford           | 1 - 1 | Hull City           | Griffin Park         | 6 de mayo | 12:30 |
| Derby County        | 4 - 1 | Barnsley            | Pride Park Stadium   | 6 de mayo | 12:30 |
| Millwall            | 1 - 0 | Aston Villa         | The Den              | 6 de mayo | 12:30 |
| Sunderland          | 3 - 0 | Wolverhampton       | Stadium of Light     | 6 de mayo | 12:30 |

### Play-Offs por el tercer ascenso a la Premier League
|  | Semifinales   | Semifinales | Semifinales |   |        | Final | Final |  |
|  |               |             |             |   |        |       |       |  |
|  |               |             |             |   |        |       |       |  |
|  | Fulham        | 0           | 2           |   |        |       |       |  |
|  | Fulham        | 0           | 2           |   |        |       |       |  |
|  | Derby County  | 1           | 0           |   |        |       |       |  |
|  | Derby County  | 1           | 0           |   | Fulham | 1     |       |  |
|  |               |             |             |   | Fulham | 1     |       |  |
|  |               |             | Aston Villa | 0 |        |       |       |  |
|  | Aston Villa   | 1           | Aston Villa | 0 | 0      |       |       |  |
|  | Aston Villa   | 1           |             |   | 0      |       |       |  |
|  | Middlesbrough | 0           | 0           |   |        |       |       |  |
|  | Middlesbrough | 0           | 0           |   |        |       |       |  |
|  |               |             |             |   |        |       |       |  |

### Semifinales
| Play-Offs - Ida; 11 de mayo de 2018, 19:45 UTC+0 | Derby County | 1:0 (1:0) | Fulham | Pride Park Stadium, Derby                              |                                                        |
|                                                  | - Jerome 34' | Reporte   |        | Asistencia: 27 163 espectadores Árbitro(s): Roger East | Asistencia: 27 163 espectadores Árbitro(s): Roger East |

| Play-Offs - Vuelta; 14 de mayo de 2018, 19:45 UTC+0 | Fulham                     | 2:0 (0:0) | Derby County | Craven Cottage, Fulham                                     |                                                            |
|                                                     | - Sessegnon 47' - Odoi 66' | Reporte   |              | Asistencia: 23 529 espectadores Árbitro(s): Chris Kavanagh | Asistencia: 23 529 espectadores Árbitro(s): Chris Kavanagh |

| Play-Offs - Ida; 12 de mayo de 2018, 17:15 UTC+0 | Middlesbrough | 0:1 (0:1) | Aston Villa   | Riverside Stadium, Middlesbrough                          |                                                           |
|                                                  |               | Reporte   | - Jedinak 15' | Asistencia: 29 233 espectadores Árbitro(s): Robert Madley | Asistencia: 29 233 espectadores Árbitro(s): Robert Madley |

| Play-Offs - Vuelta; 15 de mayo de 2018, 19:45 UTC+0 | Aston Villa | 0:0 (0:0) | Middlesbrough | Villa Park, Birmingham                                |                                                       |
|                                                     |             | Reporte   |               | Asistencia: 40 505 espectadores Árbitro(s): Mike Dean | Asistencia: 40 505 espectadores Árbitro(s): Mike Dean |

### Final
| Final; 26 de mayo de 2018, 17:00 UTC+0 | Aston Villa | 0:1 (0:1) | Fulham            | Wembley, Londres                                           |                                                            |
|                                        |             | Reporte   | - Tom Cairney 23' | Asistencia: 85 243 espectadores Árbitro(s): Anthony Taylor | Asistencia: 85 243 espectadores Árbitro(s): Anthony Taylor |

## Estadísticas

### Goleadores
| Jugador                                 | Equipo                   | Goles | Partidos | Promedio |
| --------------------------------------- | ------------------------ | ----- | -------- | -------- |
| Matěj Vydra                             | Derby County             | 21    | 40       | 0.53     |
| Lewis Grabban                           | Sunderland / Aston Villa | 20    | 34       | 0.59     |
| Leon Clarke                             | Sheffield United         | 19    | 39       | 0.49     |
| Bobby Reid                              | Bristol City             | 19    | 46       | 0.41     |
| Diogo Jota                              | Wolverhampton            | 17    | 44       | 0.39     |
| Martyn Waghorn                          | Ipswich Town             | 16    | 44       | 0.36     |
| Britt Assombalonga                      | Middlesbrough            | 15    | 44       | 0.34     |
| Ryan Sessegnon                          | Fulham                   | 15    | 46       | 0.33     |
| Albert Adomah                           | Aston Villa              | 14    | 39       | 0.36     |
| Jarrod Bowen                            | Hull City                | 14    | 42       | 0.33     |
| James Maddison                          | Norwich City             | 14    | 44       | 0.32     |
| Famara Diédhiou                         | Bristol City             | 13    | 32       | 0.41     |
| Billy Sharp                             | Sheffield United         | 13    | 34       | 0.38     |
| Última actualización: 6 de mayo de 2018 |                          |       |          |          |

### Récords de goles
- Primer gol de la temporada: Anotado por Bradley Johnson, para el Derby County contra el Sunderland (4 de agosto de 2017).
- Último gol de la temporada: Anotado por Patrick Bamford, para el Middlesbrough contra el Ipswich Town (6 de mayo de 2018).
- Gol más tardío: Anotado por Stefan Johansen en el minuto 90+7, para el Fulham contra el Cardiff City (26 de diciembre de 2017).

#### Hat-tricks o pókers
Aquí se encuentra la lista de hat-tricks y póker de goles (en general, tres o más goles marcados por un jugador en un mismo encuentro) conseguidos en la temporada.
| Fecha      | Jugador         | Goles                 | Local               | Resultado | Visitante           | Jornada    |
| ---------- | --------------- | --------------------- | ------------------- | --------- | ------------------- | ---------- |
| 12/8/2017  | Abel Hernández  | 7' · 54' · 68'        | Hull City           | 4 - 1     | Burton Albion       | Jornada 2  |
| 19/8/2017  | Conor Hourihane | 22' · 68' · 85'       | Aston Villa         | 4 - 2     | Norwich City        | Jornada 4  |
| 28/10/2017 | Kieran Dowell   | 29' · 71' · 83'       | Hull City           | 2 - 3     | Nottingham Forest   | Jornada 14 |
| 4/11/2017  | Leon Clarke     | 53' · 76' · 80' · 88' | Sheffield United    | 4 - 1     | Hull City           | Jornada 16 |
| 21/11/2017 | Ryan Sessegnon  | 30' · 43' · 78'       | Sheffield United    | 4 - 5     | Fulham              | Jornada 18 |
| 21/11/2017 | Leon Clarke     | 6' · 39' · 90+1'      | Sheffield United    | 4 - 5     | Fulham              | Jornada 18 |
| 18/11/2017 | Matěj Vydra     | 13' · 47' · 63'       | Middlesbrough       | 0 - 3     | Derby County        | Jornada 19 |
| 9/12/2017  | Kemar Roofe     | 63' · 68' · 90+4'     | Queens Park Rangers | 1 - 3     | Leeds United        | Jornada 21 |
| 2/3/2018   | Patrick Bamford | 31' · 36' · 68'       | Middlesbrough       | 3 - 0     | Leeds United        | Jornada 35 |
| 3/3/2018   | Bobby Reid      | 13' · 35' · 62'       | Bristol City        | 4 - 0     | Sheffield Wednesday | Jornada 35 |
| 10/3/2018  | James Maddison  | 19' · 20' · 39'       | Bristol City        | 4 - 3     | Norwich City        | Jornada 37 |

## Premios

### Premios mensuales
| Mes        | Mánager del mes     | Mánager del mes | Jugador del mes        | Jugador del mes  | Ref.          |
| Mes        | Técnico             | Equipo          | Jugador                | Equipo           | Ref.          |
| ---------- | ------------------- | --------------- | ---------------------- | ---------------- | ------------- |
| Agosto     | Neil Warnock        | Cardiff City    | Nathaniel Mendez-Laing | Cardiff City     | [ 42 ] [ 43 ] |
| Septiembre | Lee Johnson         | Bristol City    | Aden Flint             | Bristol City     | [ 44 ] [ 45 ] |
| Octubre    | Gary Rowett         | Derby County    | Léo Bonatini           | Wolverhampton    | [ 46 ] [ 47 ] |
| Noviembre  | Nuno Espírito Santo | Wolverhampton   | Leon Clarke            | Sheffield United | [ 48 ] [ 49 ] |
| Diciembre  | Gary Rowett         | Derby County    | Scott Carson           | Derby County     | [ 50 ] [ 51 ] |
| Enero      | Steve Bruce         | Aston Villa     | Ryan Sessegnon         | Fulham           | [ 52 ] [ 53 ] |
| Febrero    | Neil Warnock        | Cardiff City    | Oliver McBurnie        | Barnsley         | [ 54 ] [ 55 ] |
| Marzo      | Neil Warnock        | Cardiff City    | Aleksandar Mitrović    | Fulham           | [ 56 ] [ 57 ] |
| Abril      | Slaviša Jokanović   | Fulham          | Aleksandar Mitrović    | Fulham           | [ 58 ] [ 59 ] |

## Fichajes

### Fichajes más caros del mercado de verano
| Pos. | Jugador            | Club de destino              | Club de origen         | Precio (€) |
| ---- | ------------------ | ---------------------------- | ---------------------- | ---------- |
| 1.º  | Rúben Neves        | Wolverhampton Wanderers F.C. | F.C. Porto             | 17.900.000 |
| 2.º  | Britt Assombalonga | Middlesbrough F.C.           | Nottingham Forest F.C. | 17.100.000 |
| 3.º  | Jordan Rhodes      | Sheffield Wednesday F.C.     | Middlesbrough F.C.     | 11.700.000 |
| 4.º  | Martin Braithwaite | Middlesbrough F.C.           | Toulouse F.C.          | 11.300.000 |
| 5.º  | Rui Fonte          | Fulham F.C.                  | S.C. Braga             | 9.130.000  |
| 6.º  | Sone Aluko         | Reading F.C.                 | Fulham F.C.            | 8.000.000  |
| 7.º  | Ashley Fletcher    | Middlesbrough F.C.           | West Ham United F.C.   | 7.300.000  |
| 8.º  | Jota               | Birmingham City F.C.         | Brentford F.C.         | 6.500.000  |
| 9.º  | Aboubakar Kamara   | Fulham F.C.                  | Amiens S.C.            | 6.000.000  |
| 9.º  | Famara Diédhiou    | Bristol City F.C.            | Angers S.C.O.          | 6.000.000  |
| 10.º | Jonathan Howson    | Middlesbrough F.C.           | Norwich City F.C.      | 5.650.000  |

### Fichajes más caros del mercado de invierno
| Pos. | Jugador         | Club de destino               | Club de origen               | Precio (€) |
| ---- | --------------- | ----------------------------- | ---------------------------- | ---------- |
| 1.º  | Adam Forshaw    | Leeds United F.C.             | Middlesbrough F.C.           | 5.100.000  |
| 2.º  | Cyrus Christie  | Fulham F.C.                   | Middlesbrough F.C.           | 3.400.000  |
| 3.º  | Tyler Roberts   | Leeds United F.C.             | West Bromwich Albion F.C.    | 2.850.000  |
| 4.º  | Rafael Mir      | Wolverhampton Wanderers F. C. | Valencia C. F.               | 2.000.000  |
| 4.º  | Onel Hernández  | Norwich City F. C.            | Eintracht Braunschweig       | 2.000.000  |
| 5.º  | Cameron Jerome  | Derby County F.C.             | Norwich City F.C.            | 1.700.000  |
| 5.º  | Laurens De Bock | Leeds United F.C.             | Club Brugge K.V.             | 1.700.000  |
| 6.º  | Dennis Srbeny   | Norwich City F.C.             | S.C. Paderborn 07            | 1.500.000  |
| 7.º  | Liam Walsh      | Bristol City F.C.             | Everton F.C.                 | 1.100.000  |
| 8.º  | Lee Evans       | Sheffield United F.C.         | Wolverhampton Wanderers F.C. | 850.000    |
| 8.º  | Kieffer Moore   | Barnsley F.C.                 | Ipswich Town F.C.            | 850.000    |
| 9.º  | Ryan Leonard    | Sheffield United F.C.         | Southend United F.C.         | 790.000    |
| 10.º | Yosuke Ideguchi | Leeds United F.C.             | Gamba Osaka                  | 560.000    |
| 10.º | Aapo Halme      | Leeds United F.C.             | H.J.K. Helsinki              | 560.000    |